# Birmaweg

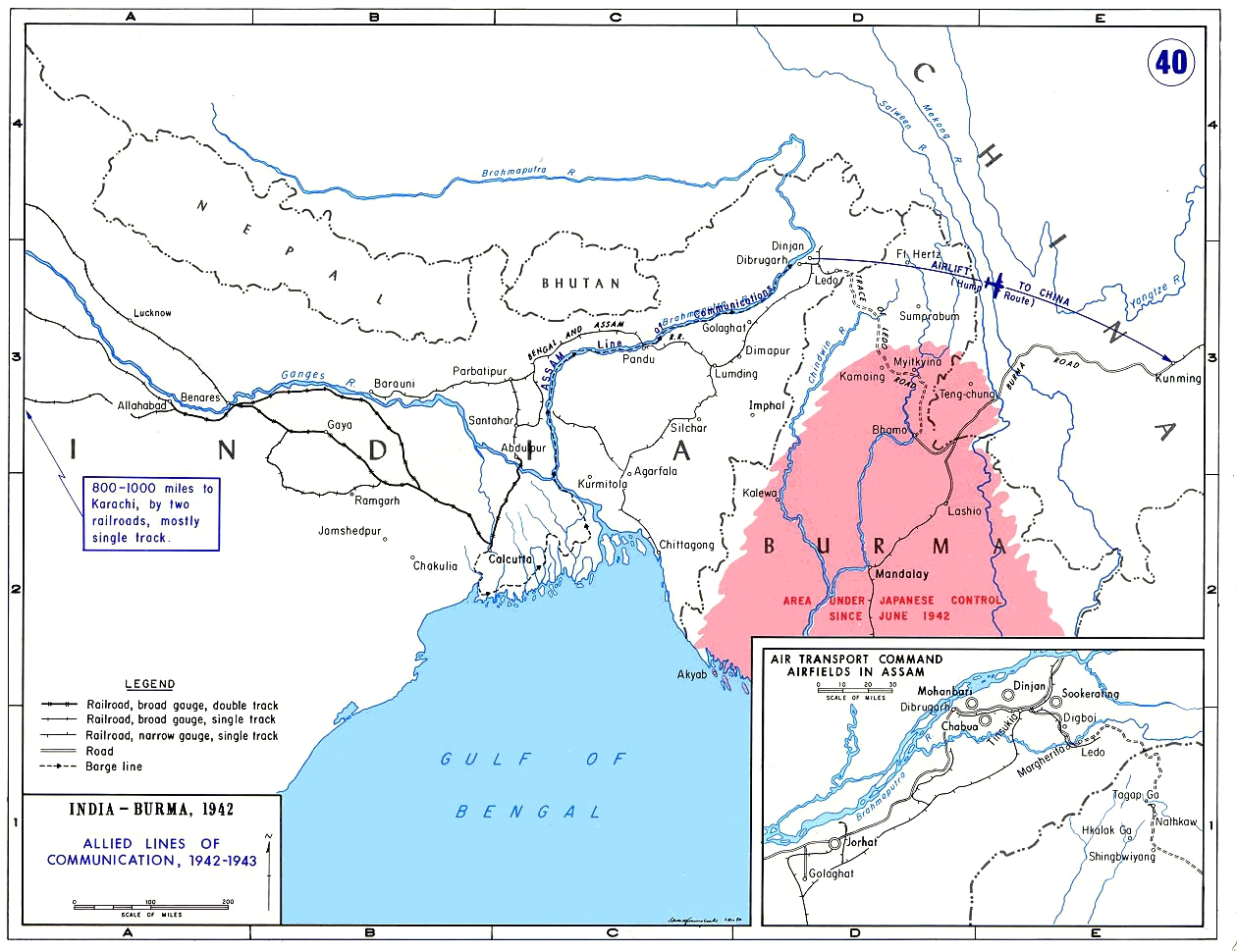
Geallieerde communicatielijnen in Zuidoost-Azië van 1942 tot 1943. De Birmaweg staat uiterst rechts afgebeeld.

De Birmaweg is een weg die Birma (nu Myanmar) verbindt met China. De eindpunten liggen in Kunming en Lashio, Birma. Toen de weg werd gebouwd, was Birma een Britse kolonie.
De weg is ongeveer 1130 kilometer lang en loopt door een ruw berglandschap. Het gedeelten van Kunming tot aan de Birmaanse grens werd aangelegd door 200.000 Chinese arbeiders tijdens de Tweede Chinees-Japanse Oorlog in 1937 en werd voltooid tegen 1938. Ze speelde een belangrijke strategische rol in de Tweede Wereldoorlog toen de Britten de Birmaweg gebruikten om oorlogsmateriaal naar China te vervoeren voordat Japan met de Britten in oorlog was. De voorraden werden naar Rangoon verscheept en verder per spoor naar Lashio gebracht, waar de weg door Birma begon. 
Nadat de Japanners Birma in 1942 onder de voet liepen begonnen de geallieerden voorraden in te vliegen over het oostelijke uiteinde van het Himalayagebergte. Onder bevel van generaal Joseph Stilwell legde men ook de Ledoweg aan om Assam in India met de Birmaweg te verbinden. Deze weg kwam pas begin 1945 gereed.